# 苊蒽
苊蒽是一种稠环有机化合物，化学式为C16H10。它可以蒽和草酰氯为原料，经多步反应制得。它可以被肼还原为1,2-二氢苊蒽；或被钠在液氨中还原为2,6-二氢苊蒽。它可以和羰基铁或羰基钌形成配合物。